# Principat de Djazira
El principat de la Jazira fou un petit estat kurd autònom durant uns quants segles a la regió de la Jazira. Els seus prínceps deien ser d'origen omeia i donaven com a ancestre Khàlid ibn al-Walid, un cèlebre general omeia. Ja existia al segle xiv.
Els prínceps eren de religió iazidita, però més tard es van convertir a l'islam sunnita. A la mort del príncep Sulayman ibn Khàlid els seus tres fills es van repartir els dominis i es van crear tres branques: Mir Abd-al-Aziz va rebre la Jazira pròpiament dita; Mir Hajji Beg va rebre Gurgil; i Mir Abdal va rebre Finik.
El principat s'estenia per 14 nàhiyes: Gurgil, Arwakh, Piruz, Badan, Tanze o Kalhuk (les quatre ocupades per la tribu Karsi), Finik, Tur, Haytam, Shakh (les quatre de majoria cristiana), Nish Atil, Aramshat (de la tribu Braspi), Kewar o Kamiz i Dayr-dih. Alguns d'aquestos noms no s'han pogut localitzar. En general el principat estava situat entre la riba dreta del Bohtan i el Tigris, i segurament no incloïa les déus del Bohtan.